# ماکسیمم افورت
شرکت ماکسیمم افورت یک شرکت تولید فیلم و آژانس بازاریابی دیجیتال آمریکایی است که توسط بازیگر کانادایی رایان رینولدز به همراه جورج دیویی در سال ۲۰۱۸ تأسیس شد. نام این شرکت اشاره‌ای به یک عبارت کلیشه‌ای از فیلم ددپول با بازی رینولدز در سال ۲۰۱۶ دارد.
این شرکت به دلیل توانایی‌اش در تولید سریع تبلیغات، رویکردی که رینولدز آن را «تبلیغات سریع» می‌نامد، شناخته شده است.

## فیلم‌شناسی

### فیلم
| سال                                | عنوان                                         | شرکای تولید                                                           | توزیع کنندگان                  |
| ---------------------------------- | --------------------------------------------- | --------------------------------------------------------------------- | ------------------------------ |
| ۲۰۱۸                               | مردادبول ۲                                    | فاکس قرن بیستم، مارول تفریحی ژانر کینبرگ شرکت دونرز تی‌اس‌جی انترتینمنت | فاکس قرن بیستم                 |
| ۲۰۲۱                               | مرد آزاد                                      | استودیوه‌های قرن بیستم تولیدات برلانتی                                 | والت دیزنی استودیوز موشن پکچرز |
| ۲۰۲۲                               | پروژه آدم                                     | ۲۱ لپس تفریح، اسکای‌دنس مدیا                                           | نتفلیکس                        |
| ۲۰۲۲                               | با روح                                        | فیلم‌های اصلی اپل گلوریا سانچز موزیک، دو مرد بالغ                      | اپل تلویزیون+                  |
| ۲۰۲۲                               | عروسی شوت گن                                  | سرمشری، لئونزگایت فیلم‌های ماندیویل تولیدات نیوریکا                    | استودیوهای آمازون              |
| ۲۰۲۴                               | اگر                                           | تولیدات شب یکشنبه                                                     | عکس‌های مهم                     |
| ۲۰۲۴                               | "ددپول" و "ولورین"                            | استودیو مارول                                                         | والت دیزنی استودیوز موشن پکچرز |
| ۲۰۲۶                               | دوستان حیوانات                                | عکس‌های افسانه ای، پرایم فوکس تمرکز اول                                | برادران وارنر پیکچرز           |
| جامعهٔ اکتشاف کنندگان و ماجراجویی‌ها | والت دیزنی پکچرز                              | والت دیزنی استودیوز موشن پکچرز                                        |                                |
| راشل نِوادا                         | عکس‌های مهم                                    |                                                                       |                                |
| گروه پسر                           | عکس‌های مهم                                    | لاپز انترتینمنت ۲۱                                                    |                                |
| ماییدی                             | استودیو اپل اسکایدانس میدیارسانه‌های اسکایدانس | اپل تلویزیون+                                                         |                                |
| طوفان فاجعه                        | انجمن آزاد، افراد تلاش می‌کنند                 | برادران وارنر پیکچرز                                                  |                                |
| دراگون                             | فیلم‌های زیرزمینی، "ورتیگو" تفریح              | نتفلیکس                                                               |                                |
| هشت قتل کامل                       | شرکت‌های ریژنت                                 |                                                                       |                                |
| گاسلایت اکسپرس                     | عکس‌های مهم                                    |                                                                       |                                |
| شروع کننده شرور                    | عکس‌های مهم                                    |                                                                       |                                |
| آخرین اختلال مادلین هیند           | TKBC                                          |                                                                       |                                |
| فیلم غارت بین‌المللی نامنظم         | ژانر فیلم‌ها                                   | نتفلیکس                                                               |                                |
| فیلم نامنظم Mighty Mouse           | انیمیشن برتر                                  | عکس‌های مهم                                                            |                                |
| فیلم نامنظم کولین تروروو           | شرکت فیلم مترونوم                             | عکس‌های مهم                                                            |                                |

### فیلم کوتاه
| سال  | عنوان              | شرکای تولید | توزیع‌کنندگان |
| ---- | ------------------ | ----------- | ------------ |
| ۲۰۲۱ | ددپول و کورگ ری‌اکت | یوتیوب      |              |

### تلویزیون
| سال                      | عنوان                        | شرکای تولید                                                                           | شبکه            |
| ------------------------ | ---------------------------- | ------------------------------------------------------------------------------------- | --------------- |
| ۲۰۲۰                     | نکن                          | استودیوهای بنیجی آمریکای شمالی                                                        | ای‌بی‌سی          |
| ۲۰۲۲–تاکنون              | به رکسهام خوش آمدید          | اف‌اکس پروداکشنز، بوردواک پیکچرز، ۳ آرتس انترتینمنت، آرسی‌جی پروداکشنز، دی‌ان۲ پروداکشنز | فارکس           |
| ۲۰۲۴                     | ابعاد نئون                   | استودیوهای فوبو، کانال ماکزیمم اِفورت                                                  | فوبو تی‌وی       |
| ۲۰۲۵                     | ضعیف‌ترها                     | فیلم‌های وایلداستار                                                                    | نشنال جئوگرافیک |
| موش‌های موتورسوار از مریخ | شرکت ناسِل، کانال حداکثر تلاش | فوبو تی‌وی                                                                             |                 |